# Joachim Kosack
 Joachim Kosack (* 28. Juni 1965 in Gunungsitoli auf Nias, Indonesien) ist ein deutscher Fernsehproduzent. Kosack war Geschäftsführer der UFA GmbH und der UFA Serial Drama GmbH.

## Werdegang
Kosack wurde als Sohn von Jürgen Kosack (1929–2012), bis 1968 Missionar in Indonesien, geboren. Er machte 1985 in Wuppertal das Abitur. Zusammen mit Christoph Maria Herbst gründete er das TIC -Theater in Cronenberg und verdiente sein Geld in einer eigenen Kabarettgruppe. 1988 wurde er Regieassistent am Stadttheater Pforzheim. Bis 1995 arbeitete Kosack als Regisseur u. a. an Theatern in Coburg, Hannover, Zittau.
Als Autor fungierte er bei der täglichen Soap Gute Zeiten, schlechte Zeiten ab 1997 als Chefautor, später als Regisseur. Danach war er drei Jahre Chefautor und Producer der RTL-Serie Hinter Gittern. Von 2001 bis 2006 war Kosack Produzent bei der Firma TeamWorx und produzierte dort u. a. die Events Stauffenberg und Die Flucht mit Maria Furtwängler, aber auch u. a. die erste deutsche Telenovela Bianca – Wege zum Glück. 2006 wechselte er für ein Jahr zu der Firma Producers at Work. In dieser Zeit entstand die Serie R.I.S.
Ab 2007 war Kosack zunächst Redaktionsleiter für eigenproduzierte Fiction bei Sat.1. Er übernahm später die Gesamtverantwortung aller eigenproduzierter Formate der ProSiebenSat1 Media AG. In dieser Zeit betreute er auch Kinofilme wie Goethe! von Philipp Stölzl. Bei Sat1 war er unter anderem verantwortlich für die Serien Danni Lowinski und Der letzte Bulle sowie für große Filmerfolge wie Die Wanderhure, Wir sind das Volk – Liebe kennt keine Grenzen oder Barfuß bis zum Hals. Von 2011 bis 2012 war Kosack Geschäftsführer von Sat1, bevor er ab Ende 2012 mit Nico Hofmann und Markus Brunnemann Geschäftsführer und Produzent bei der UFA Fiction wurde. Dort produzierte er unter anderem die Reihe Bella Block und Filme wie Der Rücktritt und die Udo Honig Story. Ab 2016 übernahm Kosack zusätzlich auch noch die Geschäftsführung der UFA Serial Drama zusammen mit Markus Brunnemann und seit 2018 die Geschäftsführung der UFA GmbH an der Seite von dem CEO Nico Hofmann. Seit 2002 lehrt Kosack an der Filmakademie Ludwigsburg und leitet seit 2005 als Honorarprofessor den dortigen Studiengang Serienproducing. 2011 erhielt er den Robert-Geisendörfer-Preis, den Medienpreis der EKD.
Im Februar 2024 schied Kosack aus der Geschäftsführung der UFA aus und verließ das Unternehmen.
Kosack ist verheiratet und Vater von vier Kindern.